# لک‌چیلپاق
لک‌چیلپاق (به لاتین: Ləkçıplaq) یک منطقه مسکونی در جمهوری آذربایجان است که در شهرستان گوی‌چای واقع شده است. لک‌چیلپاق ۵۳۲۸ نفر جمعیت دارد.